# Joe Mauer
Joseph Patrick Mauer (Saint Paul, 19 aprile 1983) è un ex giocatore di baseball statunitense di ruolo ricevitore, prima base e battitore designato.
Ha giocato per tutta la sua carriera con i Minnesota Twins per la maggior parte del tempo come ricevitore, dal suo debutto in MLB nel 2004 fino al 2013, e poi dal 2014 stabilmente in prima base, ruolo che ha cominciato a ricoprire già dal 2011.

## Carriera
Mauer fu scelto come primo assoluto nel draft MLB 2001 dai Minnesota Twins. Debuttò nella MLB il 5 aprile 2004, allo Hubert H. Humphrey Metrodome di Minneapolis contro i Cleveland Indians. Fu convocato per il primo All-Star Game nel 2006 quando divenne il primo ricevitore della storia a guidare l'American League in media battuta con .347. Fu anche il primo giocatore da Mike Piazza nel 1997 a raggiungere le basi per quattro o più volte in cinque gare consecutive. Nel 2008 divenne il primo catcher a guidare l'American League in battuta per due volte con .328.

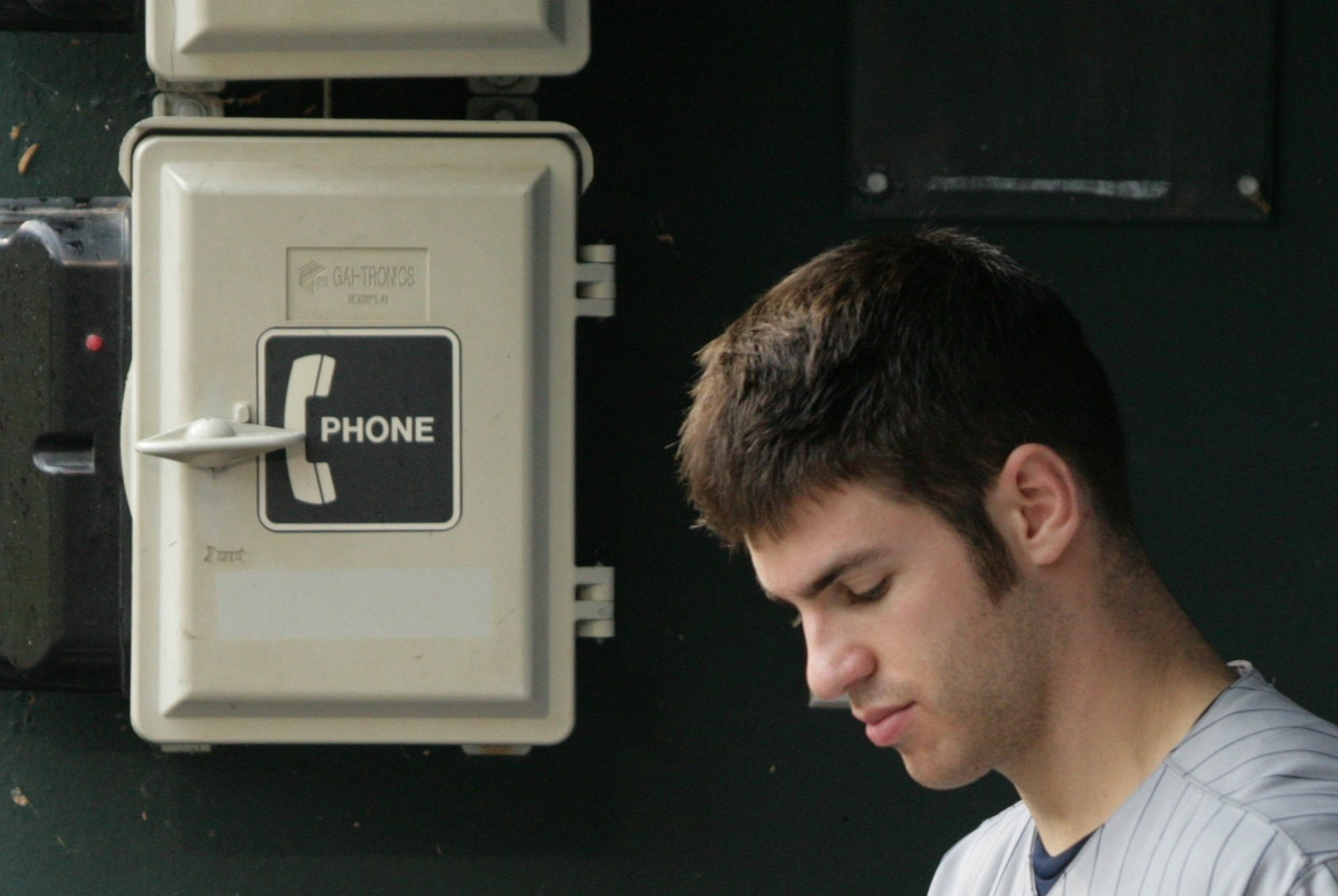
Mauer nel 2006

Nel 2009, Mauer divenne il primo ricevitore a guidare la propria lega in media battuta, percentuale di arrivo in base e media bombardieri nella stessa stagione e il primo giocatore a guidare l'American League in tutte quelle categorie da George Brett nel 1980. La sua media in battuta di .365 (leader della MLB) fu la più alta per un ricevitore dal 1901 e la migliore per un giocatore dei Twins dal .388 di Rod Carew nel 1977. Mauer quell'anno vinse il suo secondo Guanto d'oro consecutivo e fu premiato quasi unanimemente come MVP dell'American League (27 voti per il primo posto su 28 disponibili). Nell'arco di quattro stagioni vinse quasi tanti titoli di miglior battitore quanti il resto dei catcher messi assieme nella storia della Major League. Continuò ad essere convocato per l'All-Star Game in ogni stagione fino al 2013 (tranne nel 2011 a causa di un infortunio), anno in cui vinse anche il suo quinto Silver Slugger Award. Le sue prestazioni individuali iniziarono a calare a partire dalla stagione 2014, anno in cui iniziò a giocatore stabilmente nel ruolo di prima base. Nel 2017 partì come titolare nella giornata di apertura per il 13º anno consecutivo, pareggiando il record di franchigia di Harmon Killebrew.
Il 9 novembre 2018, Mauer annunciò ufficialmente il ritiro.

## Palmarès
- MVP dell'American League: 1

2009
- MLB All-Star: 6

2006, 2008–2010, 2012–2013
- Guanti d'oro: 3

2008–2010
- Silver Slugger Award: 5

2006, 2008–2010, 2013
- Miglior battitore dell'American League: 3

2006, 2008–2009